# 顿涅茨克州
頓涅茨克州（烏克蘭語：Донецька область，羅馬化：Donetska oblast，發音：[doˈnɛtsʲkɐ ˈɔblɐsʲtʲ]），是位於乌克兰东部的州，面積26,517平方公里，2021年人口410万，首府頓內次克市。其他重要都市有马里乌波尔和马克耶夫卡。該州在歷史上是頓巴斯的重要地帶。州里有大量工业化公司，是烏克蘭經濟重鎮之一。

## 地理
頓內茨克州位於烏克蘭東南部。面積約26,900平方公里，占全國總面積4.4%。南北橫跨270公里，東西190公里。該州在西南與第聶伯羅彼得羅夫斯克州、札波羅結州相鄰，東北與卢甘斯克州接鄰，東為俄羅斯羅斯托夫州，南臨亞速海。
在斯维亚托希尔斯克附近的聖山拉伏拉曾被提名為烏克蘭七大奇景。

## 行政区划
2020年7月乌克兰行政区划改革后，顿涅茨克州划分为8个区，区下再划分为市镇。但有些领土不在乌克兰政府管辖之下，在俄占地区原有的行政区划可能继续使用。八个区为：
- 巴赫穆特区
- 顿涅茨克区
- 霍尔利夫卡区
- 卡利米烏斯凱區
- 克拉马托尔斯克区
- 马里乌波尔区
- 波克羅夫斯克區
- 沃爾諾瓦哈區

### 2020年之前的行政区划
在2020年乌克兰行政区划改革之前，顿涅茨克州划分为18个区及28个州辖市。2014年顿巴斯战争开始后，一些地区在乌克兰政府的管辖之下，但另外一些地区则由頓涅茨克人民共和國实际控制。

## 人口統計
2001年烏克蘭人口普查，頓內次克州境內的民族如下：
- 烏克蘭人：2,744,100人（56.9%）
- 俄羅斯人：1,844,400人（38.2%）
- 希臘人：77,500人（1.61%）
- 白俄羅斯人：44,500人（0.92%）
- 克里米亞韃靼人：19,200人（0.4%）
- 亞美尼亞人：15,700人（0.33%）
- 猶太人：8,800人（0.18%）[3]。

頓內次克州在2004年約有470萬人口，占全國人口10%，是全國人口最多也最密集的地區。人口眾多是由於境內有數座工業都市，造成村莊集聚。

## 語言
2001年，頓內次克州居民的語言使用狀況為：
- 俄语：74.9%
- 烏克蘭語：24.1%
- 亞美尼亞語：0.13%[3]。

## 經濟

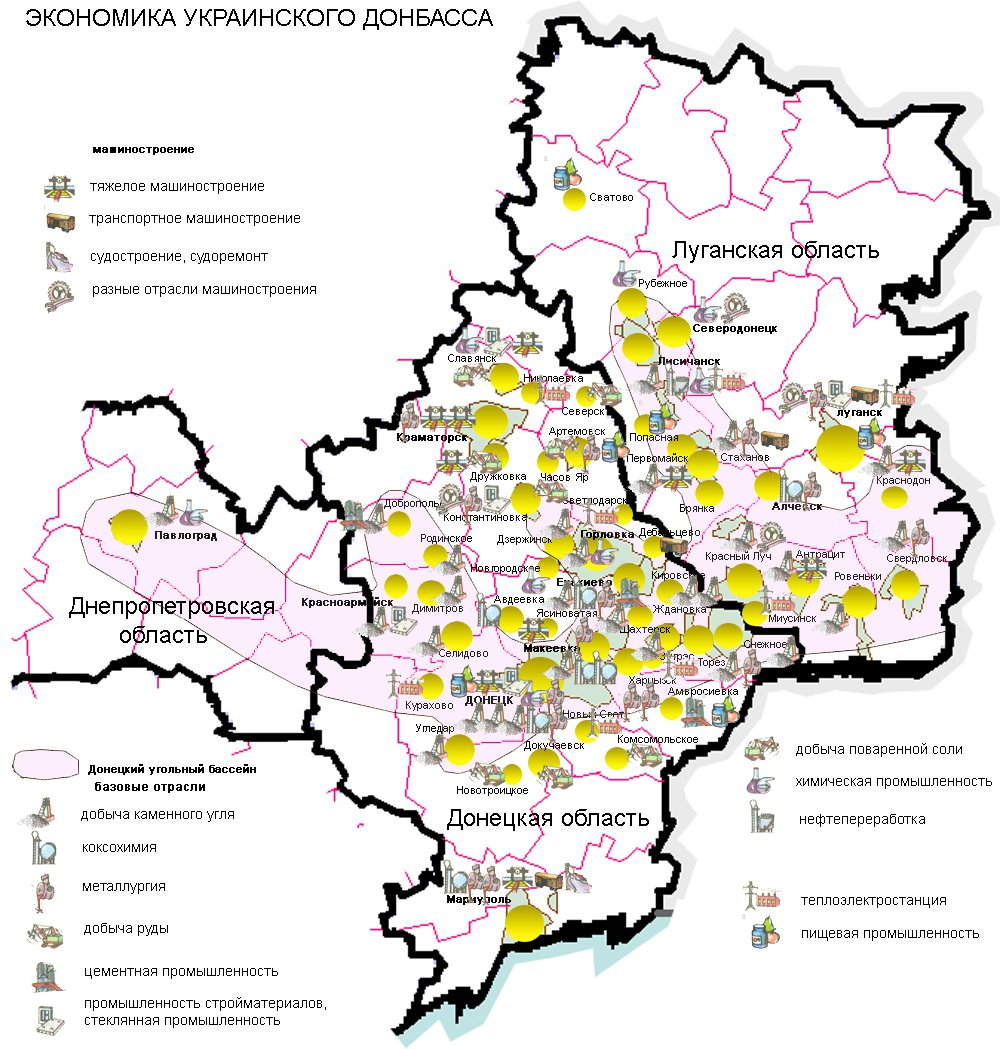
頓巴斯經濟活動地圖

### 工業
烏克蘭有一半以上的煤炭、成品鋼、焦炭、生鐵和鋼材產量來自頓內茨克州。有色冶金、燃料工業和電力工業是工業生產中的重要產業。州內約有882家獨立工業企業，2,095小型工業企業。
頓內茨克州交通基礎設施發達，包括有頓內茨克鐵路（占全國運輸40％）、馬里烏波爾港、頓涅茨克國際機場、馬里烏波爾與克拉馬托爾斯克的客運機場，還有稠密的道路系統。頓內茨克州成立兩處經濟特區：「頓內茨次克」與「亞速」，享有優渥稅率。

### 農業
1999年，頓內茨克州糧食產量為999.1千公噸、甜菜27.1千公噸、葵花子309.4千公噸、馬鈴薯380.2千公噸。 另外，肉類134.2千公噸、牛奶494.3千公噸、蛋646.4百萬顆。1999年年初，頓內次克州境內共有2,108處農場。

## 生態

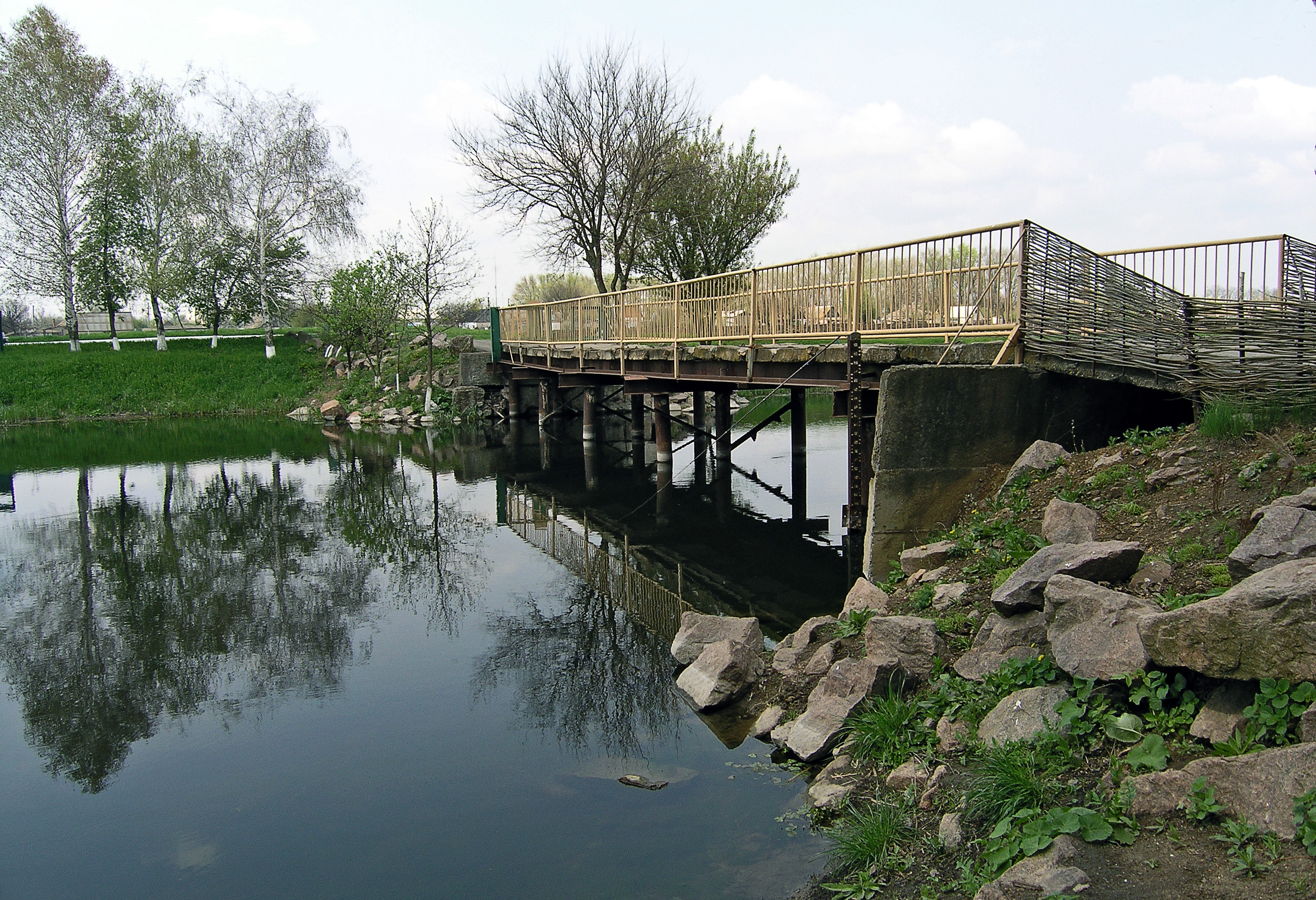
霍穆托夫草原自然保護區入口的木橋

頓內茨克州屬大陸型氣候，夏季炎熱冬季寒冷。東部及東南部在夏季易有強風、高溫及大雨發生。年雨量約524公厘。
頓內茨克州蘊藏的擴物有：煤（蘊藏量2,500萬噸）、石鹽、碳酸石灰、鉀、汞、石棉、石墨。另外該州也有豐富的肥沃黑土。
重要的休閒資源有：溫和氣候、亞速海海岸、治療泥、礦物質、氡、礦泉水。由於這些眾多的娛樂資源，許多度假酒店和露營營區座落於此。州內有26座保健中心和膳宿公寓、52處療養院與寄宿處、兒童休息營地等等。

## 历史
在该州成立之前，1923年至1930年在此区域存在三个区（okruhas）。而苏维埃乌克兰下辖的顿涅茨克省（羅馬化：Donetska huberniia）于1925年终止。顿涅茨州于1932年7月2日从哈尔科夫州分离出来，其辖区包含了第聂伯罗彼得罗夫斯克州和一些由哈尔科夫（当时是乌克兰首都）直接管理的地区。苏联时期曾被改名为阿尔特米夫斯克的巴赫穆特曾于两个星期中被作为该州行政中心，州府随后于1932年7月16日迁至苏联时期被改名为“斯大林诺”的頓涅茨克。当时顿涅茨州的辖区包含如今顿涅茨克州和卢汉斯克州。1938年6月，顿涅茨州被分为斯大林诺州（今顿涅茨克州）和伏罗希洛夫赫拉德州（现代卢汉斯克州）。
在1941年秋季至1943年秋季纳粹德国占领期间，顿涅茨克州被称为尤济夫卡（Ю́зівка）州（此为顿涅茨克的旧名，以建城早期爱尔兰商人约翰·詹姆斯·休斯为名）。
作为苏联去斯大林化的一部分，1961年，斯大林诺和斯大林诺州分别更名为顿涅茨克和顿涅茨克州。
苏联解体期间，顿涅茨克州83.9%的选民在1991年的公投中批准了乌克兰的独立宣言。
乌俄战争期间，俄国武装分子于2014年4月7日占领了州府大楼并径自宣布“独立”，成立了所谓「顿涅茨克人民共和国」并要求俄军介入。当时在该地势力较强的地区党与俄罗斯政府关系密切，与当地共产党人和亲俄活动人士一起煽动亲俄骚乱，并随即升级为顿巴斯战争。起初乌军成功于该州多地击败了俄国支持的武装分子，但当乌军于伊洛瓦伊斯克战役中尝试切断乌俄边境区域武装分子与俄国的陆上联系时，俄正规军突然从罗斯托夫州越境对乌军发起进攻，同占据顿涅茨克的俄国武装分子一道合围了乌军。随后双方虽达成协议让被围乌军撤出乌俄边境地带，但俄军之后撕毁协议向撤离中的乌军开火导致大量伤亡。由于乌军在俄国介入下战败，乌克兰于随后被迫签署了明斯克协议，承诺给予占据该州部分地区的俄国武装分子一定的“自治权”。
顿涅茨克俄占区于自行宣布独立后成立了名为「顿涅茨克人民共和国」的行政当局，但不获国际普遍承认。俄国直至2022年2月对乌克兰发起全面入侵前夕也一直于官方层面否认与占据顿巴斯的俄国武装分子有联系，然而早在2014年伊洛瓦伊斯克战役期间就有俄第6独立坦克旅所属的T-72B3坦克遭乌军俘获。
2022年2月24日，俄军不宣而战突然从俄占克里米亚，白罗斯，俄国境内和顿巴斯俄占区向乌克兰发动了全面进攻，乌俄战争全面爆发。而顿涅茨克州也成为了这场入侵中顿巴斯战役的主战场之一。开战后不久，该州第二大城市马里乌波尔即于3月中中旬遭俄军合围，但乌克兰守军凭借亚速钢铁厂等区域坚守两个多月之久，牵制了大量俄军部队。四月，俄军使用白磷弹，铝热弹并出动了Tu-22M3战略轰炸机以钻地炸弹轰炸钢铁厂的乌军守军，俄军在进攻中付出惨重伤亡，却未能在5月9日二战胜利纪念日之前攻占乌军阵地。随后，乌军最高统帅部授权弹尽粮绝的亚速钢铁厂守军在必要时投降，并同俄国与红十字会方面协商了守军撤出的条件。俄国在协议中承诺给予亚速钢铁厂守军战俘地位并由国际红十字会进行担保，但随后于奧列尼夫卡監獄大屠殺中以温压弹杀害了至少53名亚速钢铁厂守军并致另外至少75人受伤。
2022年9月27日，俄国宣称在顿涅茨克在内的俄占区举办了公投，并宣称99.23%的选民赞成加入俄罗斯联邦，投票率为97.51%。唯此“公投”系在俄国军事占领下举行，不获乌克兰及国际社会承认。俄总统普京于10月4日签署命令批准顿涅茨克作为联邦主体加入俄罗斯的4项条约。 惟至今俄羅斯不曾完全控制頓內次克州境，有不少地區名實皆屬於烏克蘭管轄，而俄羅斯對該地區的「主權」僅屬於宣稱。